# Skogeksbladsmott
Skogeksbladsmott (Acrobasis repandana) är en fjärilsart som först beskrevs av Fabricius 1798.  Skogeksbladsmott ingår i släktet Conobathra, och familjen mott. Enligt den finländska rödlistan är arten nära hotad i Finland. Arten är reproducerande i Sverige. Artens livsmiljö är friska och torra lundar.

## Bildgalleri

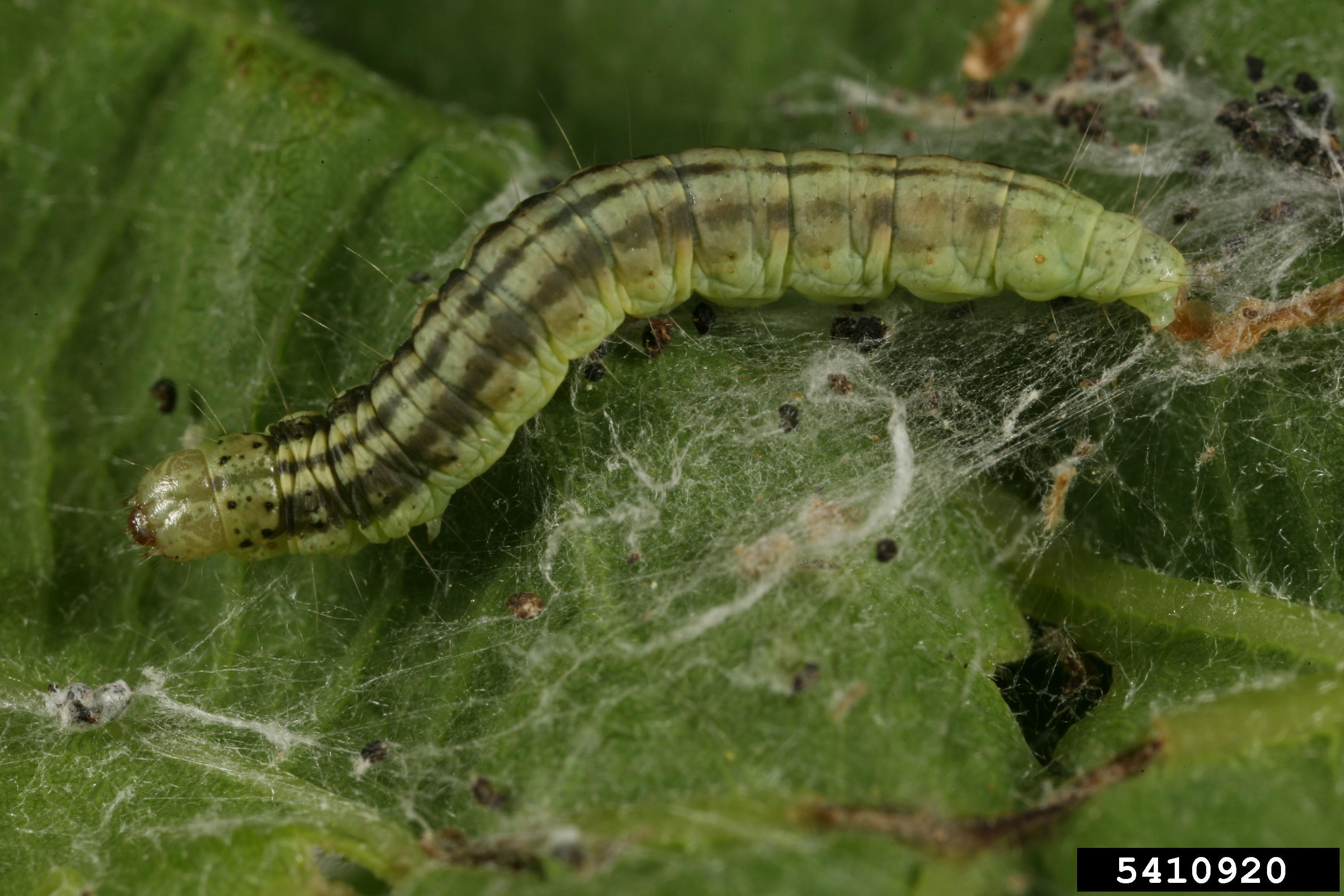